# D’Arco Silvio Avalle
D’Arco Silvio Avalle (* 3. Juni 1920 in Cremona; † 9. Januar 2002 in Florenz) war ein italienischer Sprachwissenschaftler und Romanist.

## Leben und Werk
Avalle studierte in Pavia und Pisa und war Schüler von Gianfranco Contini. Er promovierte 1942 über Bonvesin della Riva (1240–1315). Seine Karriere als Hochschullehrer führte ihn ab 1959 nach Turin und Florenz (Romanische Philologie), von 1970 bis 1974 wieder nach Turin (Semiologie) und schließlich wieder nach Florenz, wo er zuerst das Opera del Vocabolario und ab 1981 das Centro di studi di lessicografia italiana der Accademia della Crusca leitete, das die Jahresschrift Studi di lessicografia italiana publiziert. Avalle war Mitbegründer der Zeitschrift Strumenti critici.
Avalle erhielt 1987 den Antonio-Feltrinelli-Preis.
Avalle war Mitglied der Accademia della Crusca und der Accademia Nazionale dei Lincei.

## Werke
- (Hrsg.) Peire Vidal, Poesie, 2 Bde., Mailand/Neapel 1960
- La letteratura medievale in lingua d'oc nella sua tradizione manoscritta. Problemi di critica testuale, Turin 1961
- Cultura e lingua francese delle origini nella «Passion» di Clermont-Ferrand, Mailand/Neapel 1962
- (Hrsg.) Sponsus dramma delle vergini prudenti e delle vergini stolte, Mailand 1965
- (mit Luciana Borghi Cedrini) Alle origini della letteratura francese. I Giuramenti di Strasburgo e la Sequenza di Santa Eulalia, Turin 1966
- Monumenti prefranciani: Il Sermone di Valenciennes e il Sant Lethgier. Appunti raccolti da Roberto Rosani ed integrati dall'autore, Turin 1967
- Bassa latinità. Il latino tra l'età tardo antica e l'alto Medioevo con particolare riguardo all'origine delle lingue romanze, 2 Bde., Turin 1968–1969, 1979–1980
- Analisi letteraria in Italia. Formalismo. Strutturalismo. Semiologia, Mailand/Neapel 1970
- Introduzione alla critica del testo, Turin 1970
- Tre saggi su Montale, Turin 1970, 1982
- Principi di critica testuale, Padua 1972, 1978
- L’ontologia del segno in Saussure, Turin 1973, 1986
- Analyse du récit de Paolo et Francesca: Dante Alighieri, Enfer. V, Krefeld 1975
- Modelli semiologici nella «Commedia» di Dante, Mailand 1975
- Ai luoghi di delizia pieni. Saggio sulla lirica italiana del XIII secolo, Mailand 1977
- Al servizio de Vocabolario della lingua italiana, Florenz 1979
- Programma per un omofonario automatico della poesia italiana delle origini, Florenz 1981
- Il Teatro medievale e il "Ludus Danielis", Turin 1984
- La commedia degli inganni. Strutture e motivi etnici nella poesia italiana delle origini, Turin 1985
- Le maschere di Guglielmino. Strutture e motivi etnici nella cultura medievale, Mailand 1989
- Dal mito alla letteratura e ritorno, Mailand 1990
- (Hrsg.) Concordanze della lingua lingua poetica italiana delle origini, Mailand/Neapel 1992
- I manoscritti della letteratura in lingua d'oc, hrsg. von Lino Leonardi, Turin 1993
- Ferdinand de Saussure fra strutturalismo e semiologia, Bologna 1995
- La doppia verità. Fenomenologia ecdotica e lingua letteraria del Medioevo romanzo, Florenz 2002
- Semiologia dei testi letterari, hrsg. von Gian Paolo Caprettini, Turin 2005